# Sternorrhyncha
Sternorrhyncha é uma subordem de insetos da ordem Hemiptera. São fitófagos e o desenvolvimento pós-embrionário se dá por hemimetabolia.

## Sistemática
- Ordem Hemiptera
  - Subordem Sternorryncha
    - Superfamília Aleyrodoidea
    - Superfamília Aphidoidea
    - Superfamília Coccoidea
    - Superfamília Phylloxeroidea
    - Superfamília Psylloidea